# Lampy
Der Lampy ist ein Fluss in Frankreich, der in der Region Okzitanien verläuft. Er entspringt in den Montagne Noire, im Regionalen Naturpark Haut-Languedoc. Die Quelle liegt im Gemeindegebiet von Arfons im Département Tarn. Von hier entwässert der Fluss mit einer Krümmung nach Westen generell in südlicher Richtung, erreicht nach wenigen Kilometern die Grenze zum benachbarten Département Aude und mündet nach insgesamt rund 29 Kilometern im Gemeindegebiet von Alzonne als linker Nebenfluss in den Fresquel.

## Orte am Fluss
- Cenne-Monestiés
- Saint-Martin-le-Vieil
- Raissac-sur-Lampy
- Alzonne

## Hydrologie
Unterhalb des Stausees Bassin du Lampy Neuf wird Wasser in den Versorgungskanal Rigole de la Montagne Noire abgeleitet, das im Reservoir von Saint-Ferréol gesammelt und zur Wasserdotierung des Canal du Midi verwendet wird.